# Magister officiorum
Das spätrömische Amt des magister officiorum (lateinisch wörtlich: „Meister (Aufseher) der Ämter“) ist erstmals unter Kaiser Konstantin I. nachweisbar, wurde aber vielleicht bereits von Diokletian eingerichtet. 
Der magister officiorum stand an der Spitze der Hofämter (militia palatina); ihm unterstanden unter anderem die agentes in rebus und das öffentliche Postwesen (cursus publicus) sowie insbesondere die meisten Palastbeamten, etwa der quaestor sacri palatii. An jedem Kaiserhof gab es einen magister officiorum, der auch automatisch Mitglied des jeweiligen consistorium war, dem spätrömischen Kronrat, der den Kaiser beriet und wichtige Entscheidungen traf. Auch nach dem Ende des weströmischen Kaisertums 476 bestand das Amt im Westen unter Odoaker und im Ostgotenreich fort; es verschwand hier gemeinsam mit dem weströmischen Hof im Jahr 554. Im 6. Jahrhundert ist es zudem am Hof der Merowinger in Gallien bezeugt (der patricius Parthenius ist 544 als Inhaber dieses Amtes belegt).
Ein magister officiorum hatte oft auch Aufgaben und Befugnisse jenseits des Kaiserhofes. Ihm oblag so die Aufsicht über die kaiserlichen Waffenfabriken, und zumindest in Ostrom unterstanden ihm seit dem 5. Jahrhundert teils auch die limitanei, die Grenztruppen, die er allerdings normalerweise nicht direkt kommandierte, sondern nur beaufsichtigte. Er führte zudem das Kommando über einen Teil der Palastwache (nicht allerdings über die excubitores, die einem eigenen comes unterstanden, und die protectores domestici). In Ausnahmefällen wurde er auch als Heerführer eingesetzt, so etwa 504 der magister officiorum Celer im Perserkrieg des Kaisers Anastasios. Neben dem praefectus praetorio, dem Haupt der militia officialis, war er nicht zuletzt aufgrund seiner Nähe zu den Kaisern der wohl einflussreichste zivile Beamte im spätrömischen Reich.
Im Laufe der Zeit übernahm das Amt vielfach die Koordination der Außenpolitik (bereits im späten 4. Jahrhundert unterstanden dem magister officiorum aus diesem Grund auch die offiziellen Übersetzer und Dolmetscher). Einer der bedeutendsten Inhaber des Amtes war Petrus Patricius, der es von 539 bis 565 bekleidete und in dieser Funktion mehrere diplomatische Missionen für Kaiser Justinian unternahm. In Italien verschwand das Amt, das noch unter den Ostgoten von großer Bedeutung war, im Zuge der Gotenkriege um 550 (554 wurde es für Italien offiziell abgeschafft), in Ostrom erst im Verlauf der Umwälzungen des 7. Jahrhunderts. Darin verlor das Amt seine Funktionen; an den spätantiken magister officiorum erinnerte aber weiterhin der hohe Ehrentitel des magistros.